# Філіп Зіалор
Філіп Джордж Зіалор (англ. Philip George Zialor, нар. 6 вересня 1976) — сейшельський футболіст, який грав на позиції нападника. Відомий за виступами в низці сейшельських клубів, та у складі національної збірної Сейшельських Островів.

## Клубна кар'єра
Філіп Зіалор розпочав грати у професійних командах вищого дивізіону Сейшелів у 2000 році, коли став гравцем клубу «Сен-Мішель Юнайтед». У складі команди грав до 2004 року, за цей час двічі ставав чемпіоном країни, а в 2001 році володарем Кубку Сейшельських Островів. У 2003 році став кращим бомбардиром першості країни.
У 2005 році Філіп Зіалор став гравцем клубу «Сент-Льюїс», у якому грав до кінця 2006 року. На початку 2007 року він повертається до клубу «Сен-Мішель Юнайтед», у складі якого двічі поспіль, у 2007 та 2008 роках виграє першість Сейшелів, та тричі поспіль, у 2007, 2008 та 2009 роках, стає володарем Кубка Сейшелів. У 2008 році футболіст знову стає кращим бомбардиром першості з 22 забитими м'ячами.
У 2009 році Філіп Зіалор під час сезону переходить до складу команди «Ансі Реюньйон». У сезоні 2009 році він знову стає кращим бомбардиром чемпіонату з 19 забитими м'ячами у складі двох команд. Після закінчення сезону 2011 року Зіалор завершує виступи на футбольних полях.

## Виступи за збірну
У 2000 році Філіп Зіалор дебютував у складі національної збірної Сейшельських Островів. У складі національної збірної брав участь у відбіркових матчах до чемпіонатів світу, Кубка африканських націй, іграх Кубка КЕСАФА та іграх островів Індійського океану, відзначившись забитими м'ячами у всіх турнірах. У складі збірної грав до 2009 року, зіграв у її складі 33 матчі, у яких відзначився 15 забитими м'ячами